# MSC Lirica
MSC Lirica — круизное судно класса Lirica. Принадлежит и управляется MSC Cruises. Судно рассчитано на 2548 пассажиров (992 каюты) и 752 члена экипажа.

## Реконструкция
С 31 августа по 9 ноября 2015 года судно находилось на реконструкции в доках Fincantieri (была увеличена длина с 251,25 м до 274,9 м, а также пассажировместимость) в рамках программы «Renaissance Programme»
.
С марта 2016 года эксплуатировалось в Азии (посещая порты Китая, Японии и Южной Кореи). Зимой 2018/2019 года совершало круизы по ОАЭ.
С апреля 2022 года эксплуатируется в восточном Средиземноморье, базируясь в Пирее.